# Hội chứng sợ màu vàng

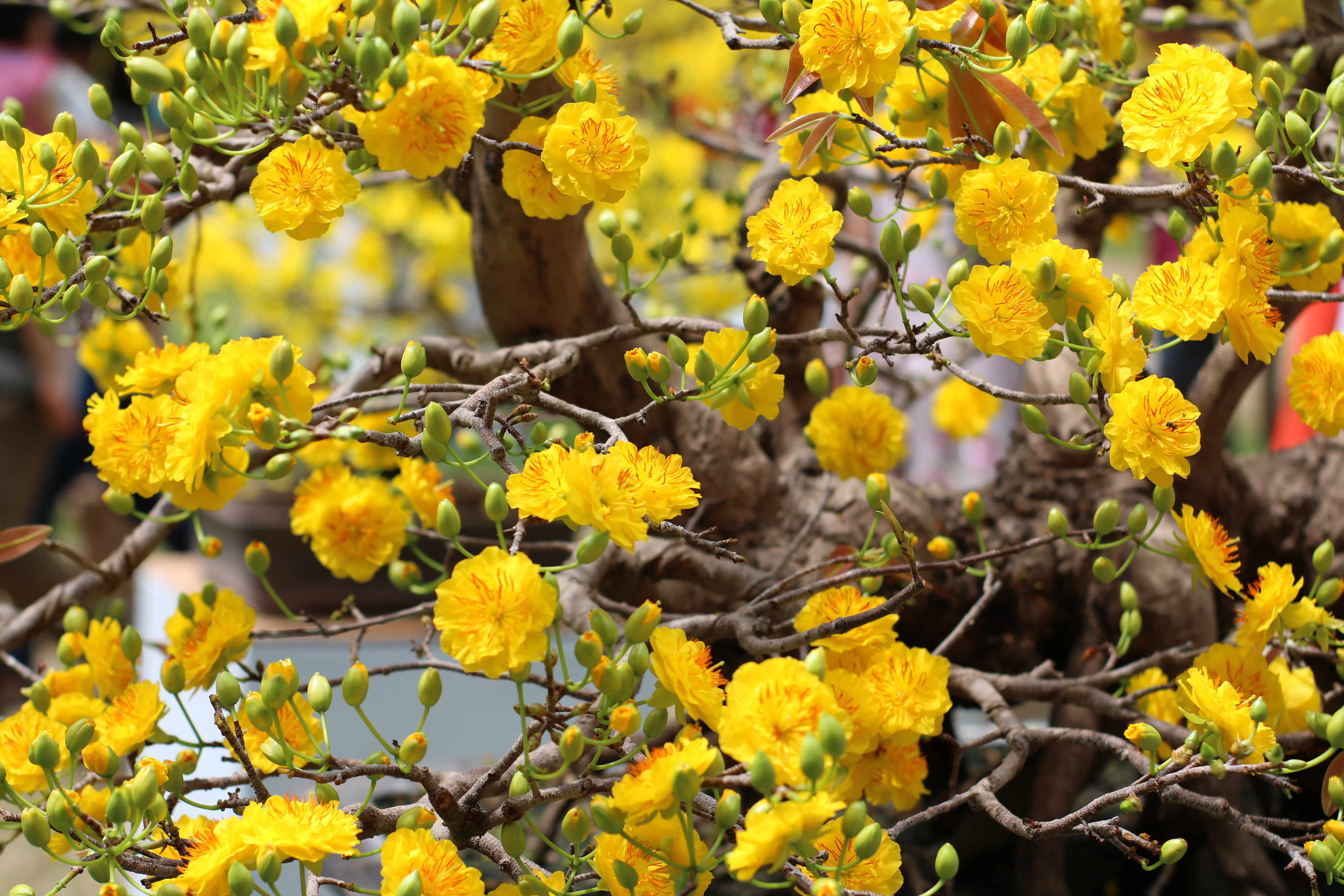
Hoa mai vàng, một trong những thứ mà người bị bệnh hội chứng sợ màu vàng sẽ sợ

Hội chứng sợ màu vàng (tiếng Anh: Xanthophobia) là bệnh mà những người bị bệnh có thể sợ bất kỳ thứ gì có màu vàng bao gồm ánh nắng, hoa màu vàng và sơn màu vàng. Ở thể bệnh nặng nhất, các triệu chứng của Hội chứng sợ màu vàng có thể bao gồm sợ cả việc nhắc đến từ "màu vàng".

## Trường hợp
Tại bang Ohio ghi nhận trường hợp nhân viên mới của Cục dự trữ Vàng Liên bang hoảng hốt la hét chỉ vì vào trong kho đếm vàng.
Trường hợp nặng nhất về bệnh được ghi nhận ở bang Texas, bệnh nhân là một người thầy giáo, sau giờ nghệ thuật thì anh đã ngất và rơi vào trạng thái suy hô hấp, ngừng thở và chết não khi phải nhìn màu vàng trong suốt 90 phút.